# 2-ге Іткулово
2-ге Ітку́лово (рос. 2-е Іткулово, башк. 2-се Эткол) — село у складі Баймацького району Башкортостану, Росія. Входить до складу Нігаматовської сільської ради. Колишня назва — Верхнеіткулово. Належало до Орського повіту Оренбурзької губернії.
До 19 листопада 2008 року село було центром окремої Іткуловської 2-ї сільради.
Населення — 853 особи (2010; 1012 в 2002).
Національний склад:
- башкири — 99 %

## Відомі люди
- Ісянбаєв Мазгар Насипович — економіст, науковець.